# ジャグジャグウォー
ジャグジャグウォー（Jagjaguwar） は、アメリカ・インディアナ州ブルーミントンを拠点とするインディペンデント・レコードレーベル。インディー・ロックを中心にリリースしている。

## 概要

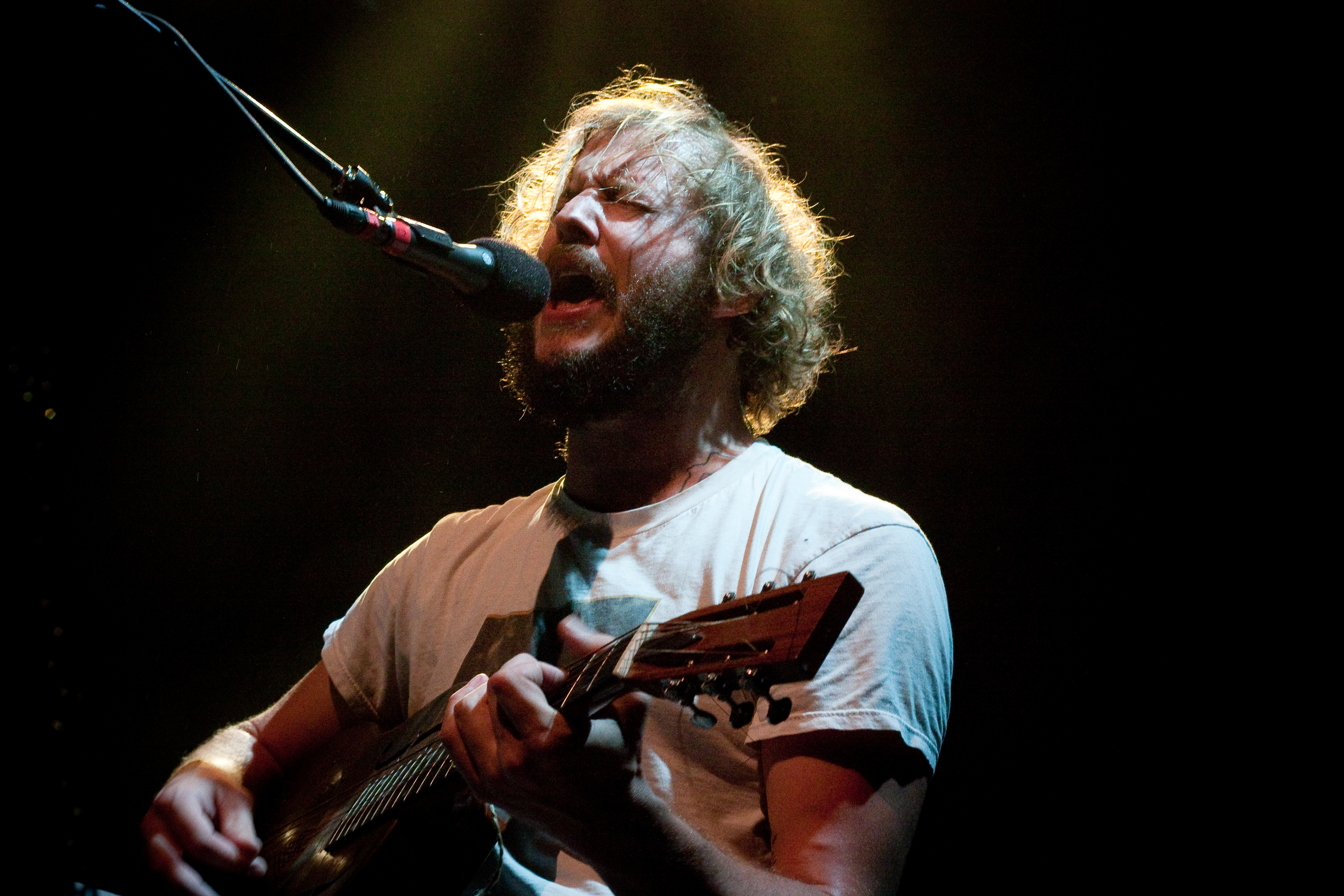
2008年にJagjaguwarからデビューしたBon Iver

1996年に設立され、同じブルーミントンに本拠地を構えるシークレットリー・カナディアン(Secretly Canadian)やデッド・オーシャンズ(Dead Oceans)といったレーベルとスタッフや事務所を共有するなど、支えあいながら運営している。
2011年、ボン・イヴェールの2ndアルバム『Bon Iver, Bon Iver』をリリース。全米2位を記録する。音楽メディアから高い評価を受け、第54回グラミー賞で最優秀新人賞と最優秀オルタナティヴミュージックアルバム賞を受賞した。

## 主なアーティスト
かつて契約していたアーティストを含む

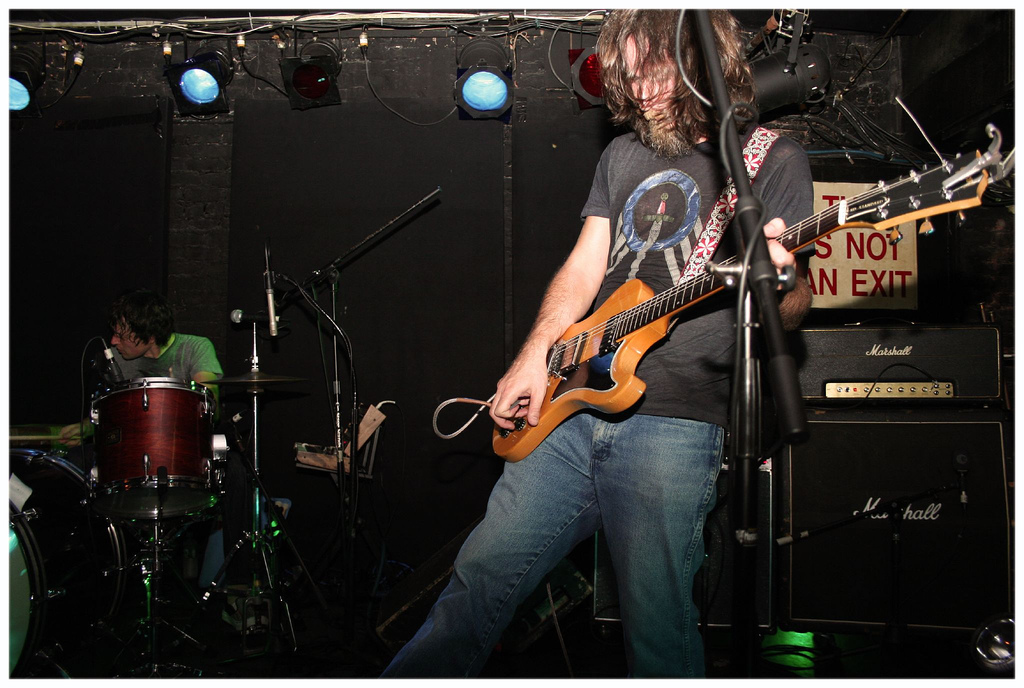
Black Mountain

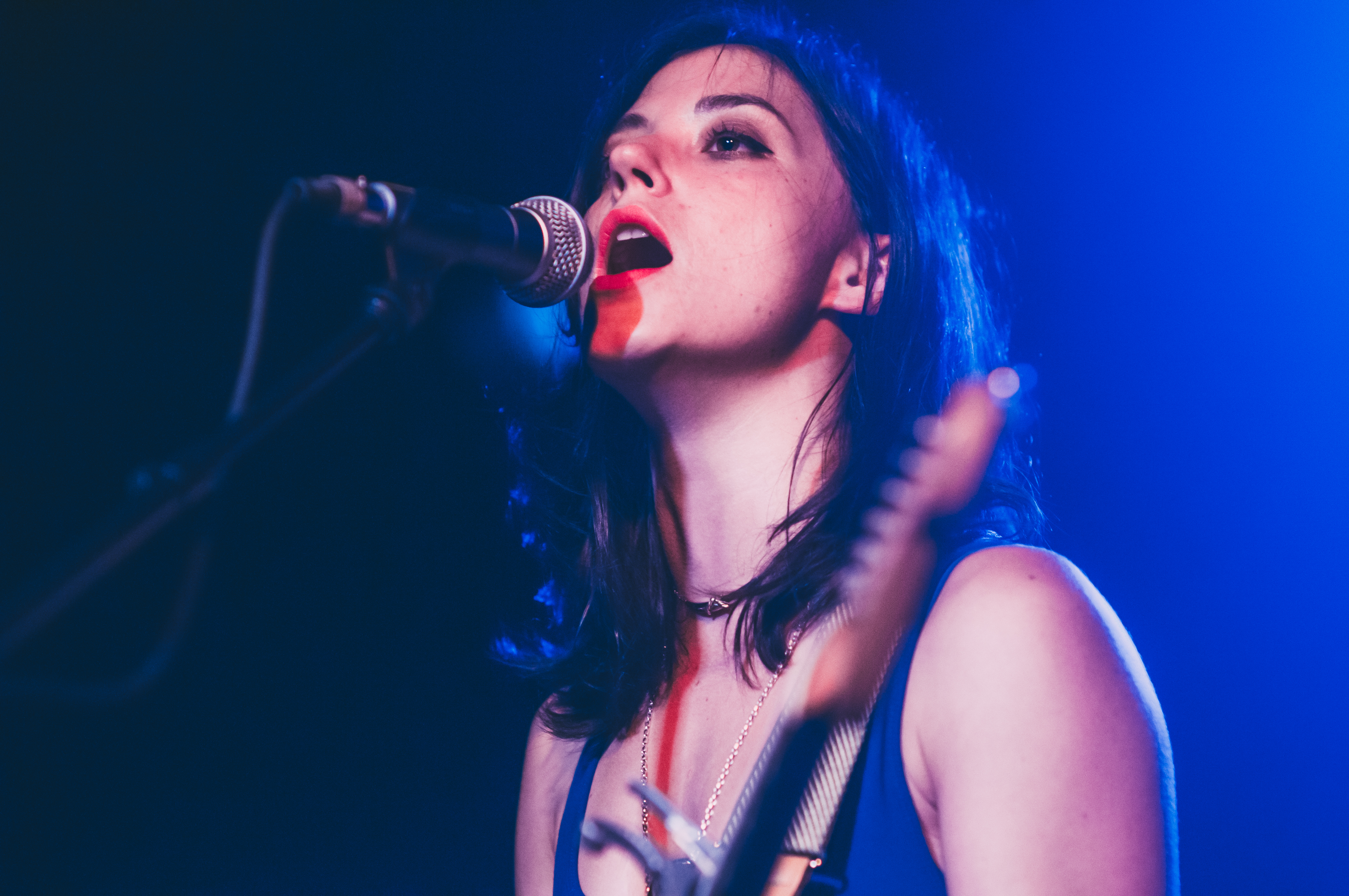
Sharon Van Etten

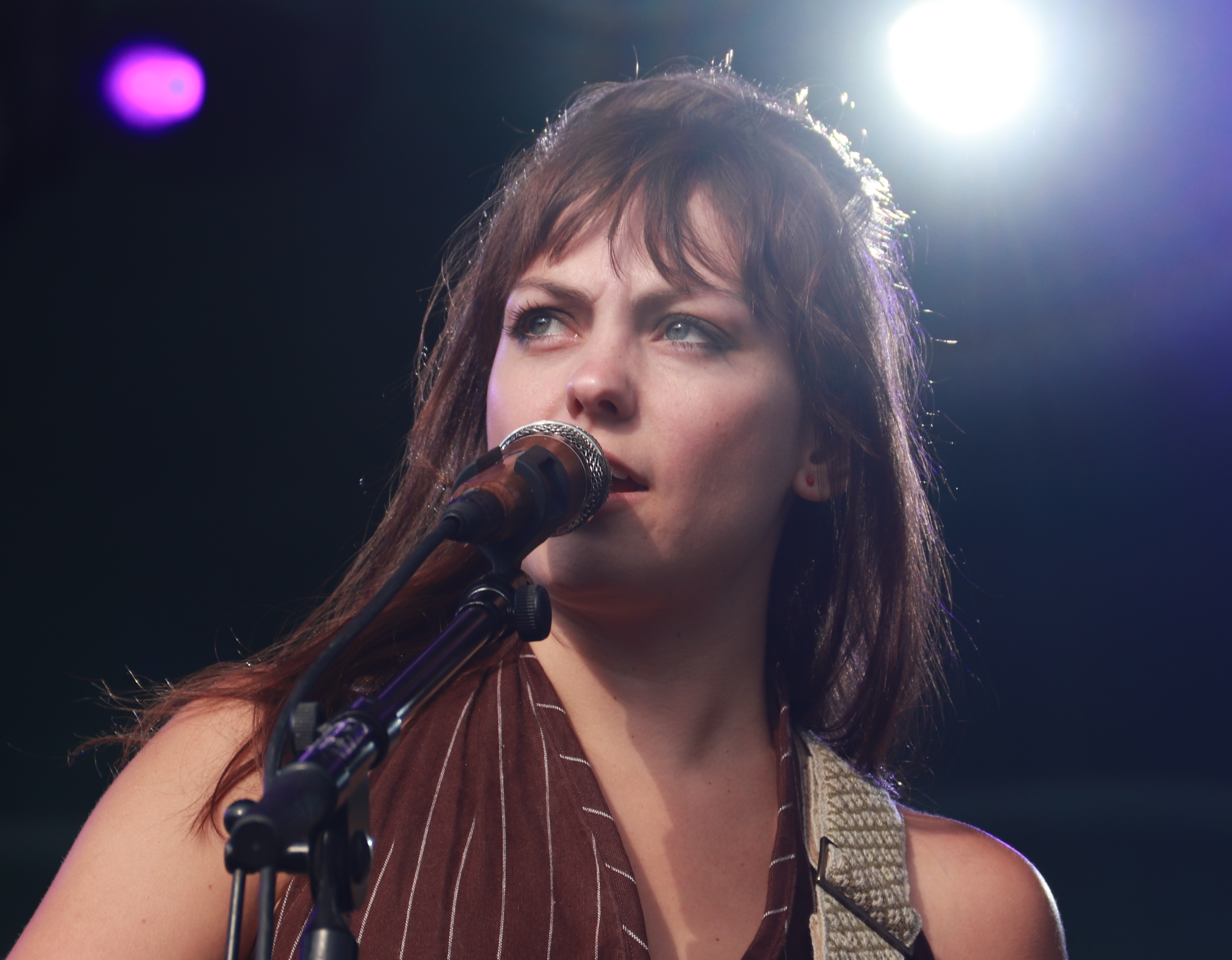
Angel Olsen

- Angel Olsen - エンジェル・オルセン
- Anni Rossi
- Aspera
- The Besnard Lakes
- Black Mountain - ブラック・マウンテン
- Bon Iver - ボン・イヴェール
- The Cave Singers
- Company
- The Dead C
- Dinosaur Jr. - ダイナソーJr.
- Jad Fair
- Julie Doiron
- Foxygen - フォクシジェン
- Fuck
- Gayngs - ギャングス
- Jamila Woods
- Ladyhawk
- Lightning Dust
- Love Life
- Manishevitz
- Minus Story
- Moses Sumney
- Nad Navillus
- Nagisa ni te
- Oakley Hall
- Odawas
- Okkervil River
- Oneida
- Parts & Labor
- Patrick Phelan
- Peter Wolf Crier
- Pink Mountaintops
- Richard Youngs
- Robert Creeley
- Sarah White
- S. Carey
- Sharon Van Etten - シャロン・ヴァン・エッテン
- Simon Joyner
- The Skygreen Leopards
- Small Black
- South
- Spokane
- Sunset Rubdown
- Swan Lake
- Unknown Mortal Orchestra - アンノウン・モータル・オーケストラ
- Volcano Choir - ヴォルケーノ・クワイア
- Whittaker
- Wilderness
- Will Sheff
- Wolf People
- Women